# Грађанско новинарство
Грађанско новинарство (citizen, public, democratic journalisam) представља пласирање информација од стране људи односно грађана који нису професионални новинари. Подразумијева се активна улога грађана у процесу сакупљања, извјештавања, анализирања и ширења вијести и информација. Грађани сакупљају информације те их дистрибуирају уз помоћ савремене технологије (мобилних телефона, интернета, и пода, рачунара) у циљу побољшања стања у друштву или указивања на нешто што је њима важно или занимљиво. Представља основу демократије која подстиче грађане да активно учествују у социјалним процесима и друштвеним питањима.
"Грађанско новинарство настаје, када људи, раније називани публика, узимају у своје руке медијске алатке како би се међусобно обавјештавали."— Џеј Росен, професор новинарства на НИУ

## Настанак
Грађанско новинарство или грађански журнализам није нови феномен. Настанак грађанског новинарства доводимо у везу са модерном грађанском државом, грађанском јавности и настанком штампаних медија. Формирање грађанске јавности, које се подударало са развојем административног апарата, повећањем пореза и државне регулације која је интервенирала у простор приватног, процват салона и кафића који су новом слоју интелектуалца отворили простор за дружење и расправу, те развој штампе основни елементи који су омогућили развој раног грађанског новинарства. Крајем 1992. године амерички новинар и уредник листа Шарлот Обсервер (The Charlotte Observer) Ричард Опел (Richard Opel), подстакнут непрофесионалним извјештавањем медија, провео је анкету у којој су учествовали грађани. Грађани су изразили мишљење да медији мало пишу о виталним темама у друштву као што је економска ситуација, здравство, корупција, криминал, образовање и екологији. Ослушкујући глас јавности, Опел је, обрађујући резултате проведене анкете са грађанима, иницирао појаву нове врсте новинарства које је подразумијевало учешће грађана у прикупљању, обради и пласирању информација.

## Услови(фактори) развоја грађанског новинарства
1. Доступност и развој техничких капацитета,
2. развијена друштвена свијест,
3. незадовољство публике писањем службених или мејнстрим медија,
4. воља и жеља публике да активно учествује

Развоју грађанског новинарства значајно је допринио развој Интернета, појава блогова, форумима и сајтовима. Дигиталне технологије учиниле су грађанско новинарство универзално привлачним и планетарно релевантним. Интернет и модерне технологије, као и квалитетни све мањи и све моћнији геџети, увећана брзина преноса података на различите начине, неки су од фактора који су обичног човјека најприје укључили у производњу различитих садржаја, а потом од њега, свјесно или несвјесно, направили репортера са мјеста догађаја. Из дана у дан, огроман број видео клипова, фотографија, информација и других садржаја циркулише на порталима који званично нису медији, на друштвеним мрежама попут Твитера и Фејсбука и многобројним другим каналима.
Блогови су почели крајем деведесетих година да играју важну улогу, јер су пружили могућност свакоме од нас да подијели информацију коју има или изрази своје мишљење, које ће да дође до милиона људи. Значајну улогу одиграли су и у развоју колаборативног новинарства. "У колаборативном новинарству блог је важна инспиративна платформа и "као алтернативни медијски формат који хибридизира између текста, анимације ријечи, симбола и знакова."
Све је то натјерало медије да почну да се прилагођавају. Данас медији имају блогове на својим веб сајтовима, профиле и странице на друштвеним мрежама, новинаре који прате информације на Твитеру, а објављивање информација од стране грађана постала су уобичајна појава.
Када се појавило, професионални новинари су грађанско новинарство посматрали "испод ока". Сматрано је да му недостаје квалитет, да новинари аматери нису у стању да раздвоје битне чињенице од небитних те да не владају основним знањима, због чега се може десити да пропусте или чак "униште" информацију до које су дошли или су евентуално могли да дођу.
Ипак, првобитна сумњичавост полако је превазиђена. Многи медији су покренули посебне секције у којима објављују информације прикупљене од грађана,неки развијају читав систем контрибутора, односно људи који су често били најприје коментатори текстова на сајту, да би на основу квалитета информацја којима располажу добили сопствени кутак на сајту, уз претходну провјеру уредништва. "ЦНН (CNN) је крајем 2006. развио посебан интернет портал иРепорт, који има своју заједницу корисника. Они су сами задужени за бригу о стандардима и реторици рада."
Било да је присуствовао саобраћајној несрећи, оружаном сукобу, ријетком природном феномену, перформансу неформалне позоришне трупе, обичан човјек данас је у стању да снимак направљен мобилним телефоном истог тренутка постави на интернет, обогати га детаљима које је сам сазнао, информише јавност те медијима пружи основу који може да буде развијена у детаљнију и богатију причу.

## Значај грађанског новинарства
Иако често постоје несугласице на релацији грађанско новинарство - класично новинарство (штамапа, радио, телевизија), ове двије категорије требало би да сарађују како би и једно и друго добило на квалитету. Са једне стране, класично новинарство је често ограничено ресурсима и бројем слободних новинара, те је понекад немогуће "покрити" сва дешавања и изворишта информација. "Позитивност грађанског новинарства огледа се у чињеници да може бити допуна професионалном извјештавању, као и показатељ које теме треба да истражимо те битно помагало за креирање реалне и објективне слике свијета ". Постаје дио садржаја и унутар традиционалних медија, како јавних тако и комерцијалних. Зато је све већи број оних који, када се нађу у право вријеме на правом мјесту, обавештавају друге о томе те шире информације до којих су дошли. Основна и најважнија разлика између грађанског и класичног новинарства јесте што је грађанско новинарство независно од притисака, утицаја, императива профита, али осталих ограничења која и те како притискају класичне медије.
Данашњи масовни медиј углавном су у приватном власништву, главни покретач је њихов добитак. Та чињеница медије често ставља у пасиван положај, како у односу на оглашиваче који им могу ускратити огласе уколико им се не допада уређивачка политика медија, тако и у односу на различите политичко-економске структуре које на посредан начин такође могу угрозити финансирање медија.
Грађанско новинарство је на такве притиске имуно јер не зависи ни од чијег новца, мотив није зарада већ информисање на бази ентузијазма.

## Грађанско новинарство данас
Све је то натјерало медије да се прилагођавају. Данас медији имају блогове на својим веб сајтовима, профиле и странице на друштвеним мрежама, новинаре који прате информације на Твитеру. Објављивања информација које потичу од грађана постала су уобичајена ствар.
Познати су примјери грађанског извјештавања о урагану Катрина, грађански извјештаји о нападу на њујоршки трговински центар 2001, извјештаји грађана о поплаваma које су задесили Босну и Херцеговину у мају 2014.
Овај облик новинарства може бити идеалан извор информација, али је због вјеродостојности неопходно провјерити те изворе. Критике би се могле однсити и на лични приступ, квалитет обликовања информације и кредибилитет. Рјешење се креће у правцу сарадње са професионалним новинарима, а први такав модел заживио је у сјеверно корејском порталу Охму њуз (Ohmu news) на коме грађани преносе сазнања као хонорарни сарадници, а запослени те податке провјеравају. Тако је у Енглеској 2005. основана агенција Цитизенсајт (Citizenside) која медијима продаје видео материјале. Прва босанско-херцеговачка мултимедијална платформа за грађанско новинарство "Снимај-све" подразумијева производњу и размјену видео материјала чији су аутори грађани. Симптоматичан је примјер Перезхилтон.цом (Perezhilton.com), који се бави трачевима у шоу бизнису, а иза којег стоји један човјек, који данас има приходе који досежу и до 50.000 долара дневно.